# Ernesto Petronia
Ernesto Otilio (Netto) Petronia (Curaçao, 14 december 1916 – Oranjestad, 29 december 1993) was een Arubaans politicus van de Arubaanse Patriottische Partij (PPA). Na de onlusten van Trinta di mei en het interim-kabinet Sprockel was hij van 1969 tot 1971 de vierde minister-president van de Nederlandse Antillen. Petronia was de eerste zwarte premier van de Nederlandse Antillen en de eerste Arubaanse politicus in dit ambt. Eerder was hij minister van Onderwijs (1962-1966, 1967-1969), minister van Financiën (1963-1967), minister van Verkeer en Vervoer (1968-1969) en minister van Justitie (1970-1971).

## Biografie
Petronia werd geboren in Curaçao en groeide op in een eenvoudig gezin. Zijn ouders, Agnes Piternella en Marcelli Petronia, stierven toen hij nog jong was. Na het doorlopen van de lagere school St. Vincentius in Otrobanda werd hij leerling-tekenaar en volgde een schriftelijke cursus bouwkundig tekenen. Jaren later behaalde hij ook de graad register-ingenieur van het NIRIA. In 1929 trad hij in dienst bij Openbare Werken op Curaçao en werd overgeplaatst naar Aruba in 1933. In 1940 maakte hij de overstap naar het ondernemerschap en richtte, samen met Bonifacio Croes, de firma Petrona & Croes op. Na een moeizaam begin groeide het bedrijf uit tot een van de grootste aannemingsbedrijven op de Nederlandse Antillen met vestigingen in Aruba, Curaçao en Suriname. 
In zijn jeugdjaren op Curaçao publiceerde hij het roman Vengansa di un amigo (Wraak van een vriend), welke in 1932 in afleveringen verscheen in het weekblad La Cruz. Zijn tweede roman bleef onvoltooid. Petronia wordt gerekend tot de auteurs van de vooroorlogse Papiamentstalige proza.

### Politieke loopbaan
In 1950 stapte Petronia in de politiek als lid van de PPA en behoorde tot de partijvleugel "Grupo Politico Curazoleño" (GPC), waarvan hij negentien jaren lang voorzitter was. Bij de eerste gehouden eilandsraadverkiezingen in 1951 wist hij 417 stemmen te behalen en werd met voorkeurstemmen gekozen tot lid van de Eilandsraad van Aruba. Ook bij de volgende eilandsraadverkiezingen in 1955, 1959, 1963 en 1967 werd hij herkozen met voorkeurstemmen. Van 1 juli 1955 tot 1 juni 1961 was hij gedeputeerde van Aruba, belast met openbare werken en onderwijs. Na het overwachte overlijden van partijleider Juancho Irausquin in juni 1962 nam Petronia de leiding van de PPA op zich, eerst korte tijd tezamen met Oscar Henriquez en van 1963 tot 1966 en 1974 tot 1975 in een driemanschap. Daarnaast was hij lid van de partijraad.

Petronia werd gekozen verklaard in de verkiezingen voor de Staten van de Nederlandse Antillen in 1962, 1966 en 1969. Hij verkoos echter het ministerschap en heeft vanaf 1961 verschillende ministerportefeuilles al dan niet gelijktijdig beheerd. Eerst was hij belast met Verkeer en Vervoer in het tweede kabinet Jonckheer en in 1962 met Onderwijs en Cultuur en Opvoeding in het derde kabinet Jonckheer. Van 1963 tot 1967 was hij minister van Financiën en Welvaartszorg. Dit portefeuille verruilde hij voor dat van Onderwijs, Cultuur en Opvoeding tijdens het vierde kabinet Jonckheer, dat in 1969 ten val kwam na de onlusten van trinta di mei. Petronia werd aangesteld als kabinetsinformateur en vervolgens formateur na de statenverkiezingen op 5 september 1969. Op 23 november 1969 bereikte hij met een vijftal partijen het zgn. "Akkoord van Kralendijk" waarmee het kabinet-Petronia een feit werd. In dit kabinet was Petronia naast premier en minister van Algemene Zaken tevens waarnemer voor diverse ministerportefeuilles, waaronder minister van Justitie. 

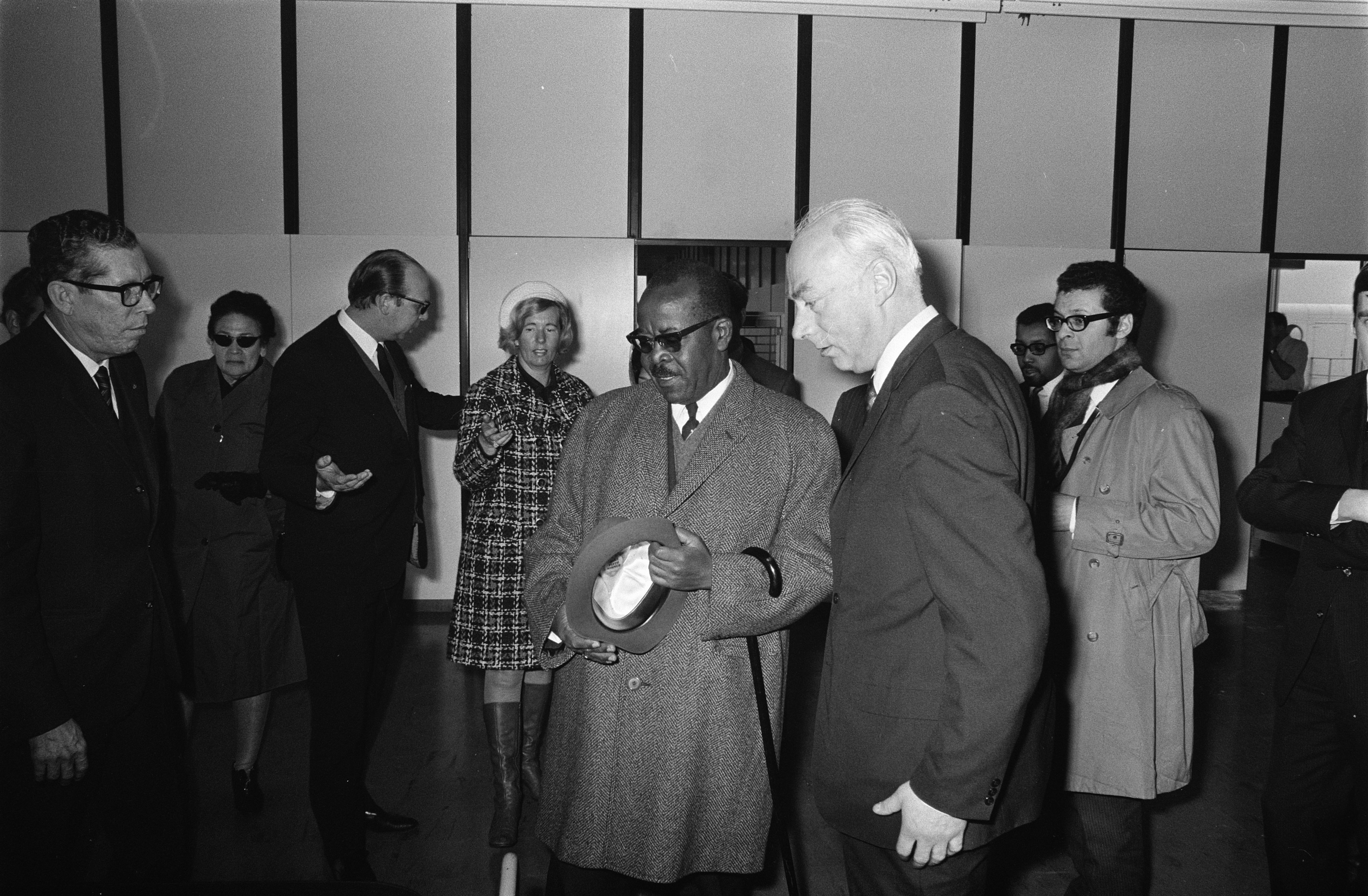
Premier Petronia wordt bij aankomst op Schiphol ontvangen door minister voor Surinaamse en Nederlands-Antilliaanse Zaken, Joop Bakker (1970)

Na de val van het kabinet-Petronia eind 1970 dreigde de GPC-groep met een scheuring in de PPA mocht Petronia niet naar voren worden geschoven als kandidaat-minister in het volgende kabinet. Nadat de DP hem de haar toekomende negende ministerzetel toewees werd Petronia alsnog minister van Justitie in het kabinet Isa-Beaujon. Hij werd tevens vicepremier. Op 7 juli 1971 trad hij af teneinde plaats te maken  voor de toetreding tot het kabinet van een vierde coalitiepartner. In 1973 keerde Petronia terug in de actieve politiek toen hij op 18 april beëdigd werd als statenlid en opvolger van Osbaldo Croes. Hij nam deel aan de statenverkiezingen in augustus 1973 en de eilandsraadverkiezingen in 1975, maar behaalde geen zetel. In 1975 had hij als lijstduwer 739 persoonlijke stemmen behaald.
Na enige tijd met ziekte te kampen overleed hij op 77-jarige leeftijd in Oranjestad, Aruba. Petronia was gehuwd met Brunicilda Chacutu en had negen kinderen.

## Eerbetoon
In 1969 werd Petronia benoemd tot commandeur in de Orde van Oranje-Nassau. De voormalige Boerhaavestraat in Oranjestad werd in 1994 naar hem vernoemd, de Caya Ernesto Petronia. Hier woonde hij jarenlang op nummer 7 in een woning van eigen ontwerp.
Moises Frumencio da Costa Gomez · 
Efraïn Jonckheer · 
Ciro Kroon ·
Gerald Sprockel ·
Ernesto Petronia ·
Ronchi Isa ·
Otto Beaujon · 
Juancho Evertsz · 
Lucina da Costa Gomez-Matheeuws ·
Boy Rozendal ·
Miguel Pourier · 
Don Martina ·
Maria Liberia-Peters · 
Suzy Camelia-Römer ·
Alejandro Felippe Paula · 
Etienne Ys ·
Ben Komproe ·
Mirna Louisa-Godett ·
Emily de Jongh-Elhage